# 硕世生物
硕世生物（上交所：688399），全称是江苏硕世生物科技股份有限公司，是一家中国生物技术公司。董事长为房永生。

## 历史
2010年4月12日成立于江苏泰州。主要控股股东为闰康生物，主要产品为体外诊断。2019年12月5日在上海证券交易所科创板上市。